# Malte Kiilerich
Malte Kiilerich (født 16. oktober 1995) er en dansk fodboldspiller, der spiller for Hvidovre IF.

## Klubkarriere

### AC Horsens
I januar 2019 blev det offentliggjort, at Kiilerich skiftede til AC Horsens i sommeren 2019. Han skrev under på en treårig kontrakt gældende frem til sommeren 2022.